# Ireneusz Adamski
Ireneusz Adamski (ur. 22 sierpnia 1974 w Polkowicach) – polski piłkarz występujący na pozycji obrońcy.

## Kariera
Reprezentował barwy Ruchu Chorzów, Śląska Wrocław, Stali Chocianów, KP Wałbrzych, Górnika Polkowice oraz Gawinu Królewska Wola.
Od 1992 do 2000 był zawodnikiem Śląska Wrocław. Pierwszy raz w barwach Śląska, grającego w Ekstraklasie wystąpił 19 sierpnia 1995. Łącznie w ekstraklasie dla Śląska zagrał 25 razy. Wystąpił też w 1 meczu w Pucharze Polski.
Od 2001 do 2005 występował w barwach Górnika Polkowice. Pierwszy mecz rozegrał 25 lipca 2001 w rozgrywkach Pucharu ligi. Reprezentując Polkowice w Ekstraklasie wystąpił 11 razy, w II lidze 50 razy strzelając 6 goli, w Pucharze Polski 9 razy strzelając 1 gola, w Pucharze ligi 2 spotkania, w barażach 2 spotkania.
Od 2006 do 2009 występował w Ruchu Chorzów. W barwach Ruchu wystąpił 39 razy w Ekstraklasie, 18 razy w II lidze, 12 razy w Pucharze Polski i 10 razy w Pucharze Ekstraklasy.

## Afera korupcyjna
13 maja 2009 zatrzymano go ws. tzw. afery korupcyjnej w polskiej piłce nożnej. Miał sprzedawać mecze grając w Górniku Polkowice.